# Kamil Salimullin
Kamil Salimullin (né en 1996) est un athlète russe, spécialiste du 110 m haies.
Le 25 juin 2015 à Tcheboksary, il porte son record sur les haies de 99 cm à 13 s 74 avant de remporter le mois suivant le titre de champion d'Europe junior à Eskilstuna.